# Manuel Colmeiro Guimarás
Manuel Colmeiro Guimarás (Chapa, Silleda, Galiza, 1901 - Salvaterra de Miño, 1 de outubro de 1999) foi um pintor galego. Sendo muito novo, emigrou a Buenos Aires, Argentina, onde compaginou estudos pictóricos noturnos com o trabalho numa fábrica de sapatos. Durante um ano estudou por conta própria na Academia de Belas Artes, que abandonou para formar um grupo de trabalho com pintores e escultores como Demetrio Urruchúa, Pompeyo Audivert e Plana Casas. Muitas das obras realizadas nesta etapa, de caráter expressionista, destruiu-as antes do seu regresso para Galiza em 1926.
Realizou a sua primeira exposição em 1928 nos salões do Faro de Vigo em Vigo. A Deputação de Pontevedra concedeu uma bolsa que permitiu viajar para Madrid e assistir à Academia de San Fernando, embora semelhe que ele preferia formar-se por conta própria assistindo assiduamente ao Museu do Prado. Este mesmo ano casou com Emilia González Colmeiro.
Em 1932 participou numa exposição sobre novos pintores galegos na Barraca de Garcia Lorca.
Ao estourar a Guerra Civil espanhola exilou-se a Buenos Aires onde residiu até 1948. Durantes estes anos relacionou-se com Luís Seoane, Rafael Dieste e Rafael Alberti entre outros. Em 1949 deslocou-se para Paris, onde morou até 1989  que regressou para a Galiza. É considerado um dos integrantes da Escola Espanhola de Paris.
Na década de 1960 chegou-lhe o reconhecimento massivo com exposições individuais em Londres, Paris e Madrid. A temática da sua obra foca na paisagem e na cultura popular galega. Colmeiro, Seoane, Laxeiro, Arturo Souto e Maside integraram o grupo conhecido como "Os Novos" ou "Os Renovadores". Todos eles são pintores nascidos a princípios do século XX, considerados continuadores da Geração Nós, e caracterizados por uma obra com uma temática pontuada por uma galeguidade peneirada pela estética das vanguardas (expressionismo, cubismo e abstração). Entre todos eles Colmeiro destaca-se pelo seu intimismo e o conceito lírico dos ambientes, sendo considerado o mais tradicional do grupo.
Recebeu vários prêmios ao longo da sua carreira artística:  o "Prêmio das Artes" da Junta da Galiza (1987) ou o "Prêmio Celanova, Casa dos Poetas" em 1996.